# Weston (Connecticut)
Weston es un pueblo ubicado en el condado de Fairfield en el estado estadounidense de Connecticut. En el año 2005 tenía una población de 10.276 habitantes y una densidad poblacional de 200 personas por km².

## Demografía
Según la Oficina del Censo en 2000 los ingresos medios por hogar en la localidad eran de $146,697, y los ingresos medios por familia eran $162,032. Los hombres tenían unos ingresos medios de $100,000 frente a los $55,956 para las mujeres. La renta per cápita para la localidad era de $74,817. Alrededor del 1.9% de la población estaban por debajo del umbral de pobreza.